# Бартоломео Дзаккария
Бартоломео Цаккариа (Bartolomeo Zaccaria) (ум. 1334) — маркиз Бодоницы с 1327 (по правам жены), сеньор Дамалы.
Родился ок. 1305 года. Старший сын Мартино Цаккариа (обезглавлен турками в Смирне 15 января 1345), сеньора Хиоса (совместно с братом) и Дамалы.
В 1327 году женился на Гульельме Паллавичини — маркизе Бодоницы. Во время каталонского вторжения попал в плен, содержался в сицилийской тюрьме. Освобождён по настоянию папы Иоанна XXII.
Умер в 1334 году, причина смерти в столь молодом возрасте не известна.
Дочь:
- Марулла Цаккариа (ок. 1330 — до 1358), жена Хуана Фадрике Арагонского, сеньора Эгины и Саламиса.

После смерти Бартоломео Цаккариа его вдова вышла замуж за Никколо Цорци (в 1335 году).